# سلالة خيمينيز
سلالة خيمينيز بالإسبانية (Dinastía Jimena) أو بنو شانجة هي سلالة حكمت شبه الجزيرة الإيبيرية من القرن العاشر و حتى القرن الثالث عشر الميلادي.

## التاريخ
لا تزال المعلومات عن أول عضو من سلالة خيمينيز , غرسية بن شيمن حاكم بامبولونا غامضة. يذكر دستور رودا أنه كان ملك على جزء آخر من مُلك النبرة, احتمال أن يكون ذلك جزء من نافار غير الخاضع لسيطرة ملوك سلالة إنيوغيز أو من المحتمل أن تكون المناطق الحدودية لألافا والجزء الغربي من البرانس بناء على قائمة الحيازات التي سجلت و حفظت. يعتقد أن أصل سلالة خيمينيز يرجع إلى غشقونية.
في عام 905 قام شانجة بن غارسية أحد أبناء موجد السلالة بالاستعانة بجهات خارجية للتطرد حاكم سلالة فرتون بن غرسية الأنقر و ضم حكم ذلك الملك لسيطرته. بناء على ذلك، عرفت سلالة خيمينيز لعدة أجيال ببنو شانجة من قبل مصادر مسلمي إيبيريا. إضافة إلى ردع شانجة لهجمات أمير قرطبة قام الأول بسحق جيرانه من بنو قسي ممدد بامبولونا إلى أعالي وادي نهر إبرو و ضام مقاطعة أراغون إلى نفوذه.
بعد وفاة شانجة في عام 925 قام أخوه شيمنُ بالمحافظة على قواه و التدخل في شوؤن الدول المسيحية والإسلامية المجاورة. بعد وفاته قام ابن أخ خيمينو غارسية بن شانجة والذي كان ما زال طفل باعتلاء عرش أبيه. في البدء قام غارسية بالحكم تحت وصاية أمه طوطة بنت شنير والتي كانت منحدرة من أحد حكام بني ونقة. قامت طوطة بإنشاء شبكة من الروابط السياسية والزواجية مع ممالك إيبيريا المسيحية. إضافة إلى ذلك قام غارسية بالاستعانة بابن عمه عبد الرحمن الثالث لتحريره من وصاية أمه. نتج عن ذلك انهزام ثلاث أجيال و الخضوع للخليفة. ولكن رغم ذلك استطاع غارسية إنشاء مملكة لولده في فيغويرا التي لم تدم طويلا قبل أن تعاد إلى مملكة النبرة.
لم يظهر نجم مملكة النبرة إلا بتقلد شانجة العظيم سدة الحكم. استمر حكم الأخير من عام 1000 و حتى 1035 حيث حكم أيضا أراغون قشتالة ريباغورزا إضافة إلى ليون طوعا أو كرها. أيضا بويع شانجة كونت برشلونة ودوق غشقونية. وبعد تتويجه ملك على ليون أعطي لقب إمبراطور على كل إسبانيا. قبل موته قام بتقسيم مملكته على أبناءه الثلاثة والذي نتج عنه تكون ثلاث ممالك كل محكومة بملك من نفس السلالة.
تم إعطاء مملكة نبرة إلى ابنه غرسية و لكن لم يستطع الأخير إبقاء هيمنة مملكته مما أدى بها إلى السقوط تحت سيطرت أخيه غير الشرعي رمير صاحب برشلونة ؛ و الذي استولى في ما سبق على أراضي أخاه غنسالُ حاكم سُبرربة وريبَغوسة. قام هراندة شقيق غنسالُ والذي كان حينئذ كونت قشتالة بقتل الحاكم الاسمي ملك ليون و جليقية في عام 1037 و ضم الأخيرتين إلى نفوذ حكمه. بعد ذلك قام هذا الأخير بهزيمة غرسية وتحقيق نوع من الهيمنة ولكن قام هو أيضا بتقسيم مملكته على ابنائه. لم يكن ابن هراندة ناجح فقط في إعادة توحيد مملكة أبيه ولكن نجح أيضا في غزو طليطلة واستعادة اللقب الإمبراطوري حيث نصب نفسه حاكم على الأندلس المسلمة والمسيحية.
في عام 1076 أصيب فرع السلالة الحاكم لنبرة بكسوف عندما تم اغتيال شانجة الرابع من قبل بعض من أخوته. لذلك قام أبناء عمه أدفونش بن هراندة وشانجة بن رمير بتوحيد المملكة المنقسمة وتنصيب حاكم أراغون ملك على النبرة في مقابل التخلي عن المناطق الغربية لقشتالة.
تم توحيد ممتلكات العائلة مؤقتا عندما تزوج ادفونش بن شانجة بن رمير "المقاتل" ملك نبرة وأرغون بـأوراكة بنت اذفونش بن هراندة ملكة قشتالة و ليون وأعطي لقب الإمبراطور. ولكن سرعان ما فشل الزواج وفقدت سلالة خيمينيز قشتالة و ليون لـابن أوراكة من زواج آخر. تفرقت كل من مملكة أراغون و مملكة النبرة بعد موت ادفونش وتم إعطاء الأولى لأخيه بينما بقيت الثانية لسليل من الأسرة الحاكمة الأصلية. لاحقا خضعت كل من المملكتين لسلالات مختلفة عبر وريثات بطرونلة ملكة أراغون والتي تزوجت رمون برنجار حاكم برشلونة موحدة المملكتان تحت تاج أراغون. أيضا قامت بلنكة أخت شانجة بن شانجة ملك نبرة بتباع خطوات مماثلة. أدى موت شانجة بن شانجة في عام 1234 لانتهاء حكم خيمينيز.
قدمت سلالة بورخيا الحاكمة لإيطاليا في القرن الخامس عشر سلالة جديدة ترجع أصولها إلى بيطرُ بن غرسية بن شانجة بن رمير بن شانجة الذي كان حاكم بورخا و الذي كان في منافسة للسيطرة على عروش نبرة و أراغون بعد موت ادفونش. كان بيطرُ نجل هذه العائلة بحكم أنه حفيد كونت شانجة بن رميرُ، الأخ غير الشرعي لملك أراغون شانجة بن رمير. أعطى ذلك النسب الشرعية لحكام بورخيا ولكن ثبت أن ذلك الأصل مفبرك.

## الحكام
الحكام بالخط العريض. تاريخ افتراض لقب إمبراطور مبين داخل الأقواس.

### مملكة النبرة
- 905-925 شانجة بن غرسية بن شيمنُ «ملك جزء آخر من المملكة».
- 925-931 شيمنُ بن غرسية أخ شانجة الأول
- 925-970 غارسية بن شانجة الأول وطوطة بنت شنير
- 970-994 شانجة ابن غارسية الأول
- 994- 1000 غرسية ابن شانجة الثاني
- 1000-1035 شانجة (1034) ابن غرسية.
- 1035-1054 غرسية بن شانجة الثالث
- 1054-1076 شانجة بن غرسية.

تم التوحيد مع أراغون من 1076 و حتى 1134
- 1134-1150 غرسية بن رميرُ حفيد غير شرعي لشانجة ابن غرسية الثالث.
- 1150-1194 شانجة بن غرسية الحكيم.
- 1194-1234 شانجة بن شانجة.

تم التوحيد بين النبرة و عائلة شامبان (بني اسطفان) في 1234
قشتالة ليون و غاليسيا.
- 1035-1065 هراندة (1056) ابن شانجة الثالث.
- أخذ ليون و جليقية في 1037.

### 1065-1072
- شانجة بن هراندة في قشتالة,
- أدفونش بن هراندة في ليون.
- غرسية بن هراندة في جليقية (استبدل في 1071 بإخوانيه)
- 1072 شانجة بن هراندة في قشتالة، ليون و جليقية.
- 1072-1109 ادفونش بن هراندة (1077)
- 1109-1126 أوراكا ابنة ادفونش و الزوجة المؤقتة لألفونسو الأول ملك أراغون

ضمت جليقية إلى بيت بورغندي في 1111 و ليون و قشتالة في 1126

### سُبرربةوريباغورزا
- 1035-1043 غنسالُ ابن شانجة الثالث

اندمجت سُبرربة و ريباغوزا مع أراغون في 1043

### أراغون
- 1035-1063 رميرُ ابن غير شرعي لشانجة الثالث
- 1063-1094 شانجة بن رميرُ
- 1094-1101 بيطرُ بن شانجة
- 1104-1134 أدفونش بن شانجة (1109) نصف أخ لبيطر
- 1134-1137 رمير بن شانجة شقيق أدفونش
- 1137-1162 بطرونلة بنت رميرُ الثاني

انضمت أراغون لبيت برشلونة في 1137

### فيغويرا
- 970-991 راميرو غراسيس ابن غارسيا سانشيز الأول نصف أخ لسانشو الثاني
- 991-1002 سانشو راميريز ابن راميرو
- 1002-1005/1030 غارسيا راميريز شقيق سانشو
- أرجعت فيغويرا إلى نافار بحلول عام 1030